# Jandro (película)
Jandro es una coproducción hispano-argentina de drama estrenada el 4 de diciembre de 1964, dirigida por Julio Coll y protagonizada por Arturo Fernández, Alfredo Alcón, María Mahor y Ana María Noé.
Consiguió el premio del Sindicato Nacional del Espectáculo a la mejor película y Ana María Noé obtuvo el galardón a la mejor actriz de reparto por su papel de Regina. Asimismo Juan Gelpí fue premiado con la medalla del CEC (Premio Antonio Barbero) por su trabajo en la dirección fotográfica.
La película está basada en la vida de los hermanos Felgueroso, los cuales participaron en la producción de la película. No obstante al no quedar conformes con el tratamiento dado a la historia, exigieron que desapareciera de los créditos cualquier referencia biográfica.

## Sinopsis
En vísperas de la Primera Guerra Mundial la familia Ordieres queda devastada por un aciago accidente: a consecuencia del desprendimiento de una mina, el padre y el hijo mayor mueren sepultados. El resto de hermanos son despedidos al reclamar las indemnizaciones correspondientes, movidos a partes iguales por la necesidad y la codicia. Con el dinero obtenido compran una mina que resulta rentable en tiempos de guerra, pero que da carbón de baja calidad. Para poder seguir explotando el yacimiento deben usar dinamita, aun a costa poner sus vidas en peligro.

## Reparto
- Arturo Fernández como Jandro.
- Alfredo Alcón como	Pedro.
- María Mahor como Laura.
- Ana María Noé como	Regina.
- George Rigaud como Dumont .
- María de los Ángeles Hortelano como Gloria.
- Manuel Miranda como Manolín.
- Margot Cottens como Miss Bennet.
- Luis Induni como Domingo.
- Agustín González como Fernández.
- Carlos Miguel Solá como Carlos.
- Pepe Martín como Juan.
- Adriano Domínguez como Suárez.
- Frank Braña como Roque.
- Milo Quesada
- Rafael Hernández
- Valentín Tornos